# Stefan Brogren
Stefan Brogren, właściwie Stefan Charles Brogren (ur. 21 kwietnia 1972 w Ontario, Kanada) – kanadyjski aktor. 

## Wybrana filmografia
- 2005: Pizza Shop
- 2004: Denied jako Donald
- 2004: Ryzykant (Evel Knievel) jako Bob Truax
- 2003: Masterpiece Monday jako Joe
- 2002: Drummer Boy jako lekarz rodzinny
- 2001: Zaklęty książę (Prince Charming) jako Bob Worthington
- 2001-2002: The Associates jako Rudy Pasco
- 2001: Invitation jako Stefan
- 2001: The Happy Couple jako przyjaciel Dwayne'a
- 2001: Ostrość widzenia (Focus) jako ochroniarz
- 2001: Degrassi: Nowe pokolenie (Degrassi: The Next Generation) jako Archie "Snake" Simpson
- 1998: Podrywacz (Hairshirt) jako Tim
- 1997-2001: Nikita (La Femme Nikita) jako strażnik ochrony
- 1991: Szkoła średnia Degrassi (School's Out) jako Archibald "Snake" Simpson
- 1987-1991: Gimnazjum Degrassi (Degrassi Junior High) jako Archie "Snake" Simpson